# Pristimantis stenodiscus
Eleutherodactylus stenodiscus là một loài động vật lưỡng cư trong họ Strabomantidae, thuộc bộ Anura. Loài này được Walker & Test mô tả khoa học đầu tiên năm 1955.